# Eustachys
Eustachys là một chi thực vật có hoa trong họ Hòa thảo (Poaceae).

## Loài
Chi Eustachys gồm các loài: